# هارفي واشنطن ويلي
هارفي واشنطن ويلي (بالإنجليزية: Harvey Washington Wiley)‏ هو كيميائي أمريكي، ولد في 18 أكتوبر 1844 في Kent, Jefferson County, Indiana ‏ في الولايات المتحدة، وتوفي في 30 يونيو 1930 في واشنطن العاصمة في الولايات المتحدة.

## وصلات خارجية
- هارفي واشنطن ويلي على موقع الموسوعة البريطانية (الإنجليزية)